# Чокой, Аурелий Валерианович
Аурелий Валерианович Чокой (рум. Aureliu Ciocoi; род. 5 июня 1968, Кишинёв, Молдавская ССР, СССР) — молдавский государственный и политический деятель, дипломат. Посол Республики Молдова в Германии с 20 декабря 2021 года.
Посол Республики Молдова в Германии и Дании (2010—2015), в Китае и Вьетнаме (2015—2017), в США (2017). Советник президента Республики Молдова по внешней политике (2018—2019, 2020). Министр иностранных дел и европейской интеграции с 9 ноября 2020 по 6 августа 2021 года. Временно исполняющий обязанности премьер-министра Республики Молдова с 31 декабря 2020 по 6 августа 2021 года.

## Биография
Родился 5 июня 1968 года в Кишинёве.

### Образование
С 1975 по 1985 учился в средней школе № 11 Кишинёва (в настоящее время Теоретический лицей «Ион Крянгэ»).
С 1985 по 1992 учился на факультете журналистики и коммуникативных наук Молдавского государственного университета.
С 1992 по 1994 учился на факультете международных отношений Национальной школы политических и административных исследований в Бухаресте.
Владеет русским, английским и немецким языками, знает французский язык на базовом уровне.

### Трудовая деятельность
Во время учёбы в университете работал в 1988 году в Центральном издательстве в Кишинёве. В 1989—1992 гг. работал журналистом в нескольких ежедневных газетах.
С 1992 по 2010 год служил на разных должностях в министерстве иностранных дел и европейской интеграции Республики Молдова: второй секретарь и начальник отдела главного управления европейского интегрирования, начальник отдела Совета Европы и прав человека.
27 февраля 2006 года присвоен дипломатический ранг «советник».
С 21 июня 2010 по 16 июня 2015 года — чрезвычайный и полномочный посол Республики Молдова в Германии и Дании (по совместительству).
С 23 ноября 2015 по 7 июня 2017 года — чрезвычайный и полномочный посол Республики Молдова в Китае и Вьетнаме (по совместительству).
С 10 июля по 14 ноября 2017 года — чрезвычайный и полномочный посол Республики Молдова в США.
С 2017 по 2018 год — посол со специальными миссиями министерства иностранных дел и европейской интеграции Республики Молдова.
14 октября 2011 года присвоен дипломатический ранг «министр-посланник».
С 26 апреля 2018 по 15 ноября 2019 года и с 17 марта по 9 ноября 2020 года — советник по вопросам внешней политики президента Республики Молдова Игоря Додона.
С 14 ноября 2019 по 16 марта 2020 года и с 9 ноября 2020 по 6 августа 2021 года —  министр иностранных дел и европейской интеграции Республики Молдова в правительстве Иона Кику.
30 июля 2020 года присвоен дипломатический ранг «посол».
31 декабря 2020 года президент Майя Санду назначила Аурелия Чокоя временно исполняющим обязанности премьер-министра, после того как премьер Ион Кику 23 декабря подал в отставку.

### Правительство Чокоя
23 декабря 2020 года Правительство Республики Молдова в полном составе подало в отставку. Ион Кику исполнял обязанности до 31 декабря, когда Аурелий Чокой, действующий министр иностранных дел и европейской интеграции в правительстве Кику, был назначен новым исполняющим обязанности премьера и начал формирование нового состава правительства. Вместе с Кику кабмин покинули вице-премьер-министр, министр финансов Сергей Пушкуца, министр экономики и инфраструктуры Анатолий Усатый и министр здравоохранения, труда и социальной защиты Виорика Думбрэвяну (их обязанности стали исполнять госсекретари соответствующих министерств). Остальные члены кабмина продолжили работу до формирования нового состава правительства в статусе исполняющих обязанности. 6 августа 2021 года было сформировано новое правительство, и Чокой перестал исполнять свои обязанности.
| Должность                                                              | Имя                   | Партия       | Дата назначения | Дата освобождения |
| ---------------------------------------------------------------------- | --------------------- | ------------ | --------------- | ----------------- |
| Премьер-министр                                                        | Аурелий Чокой (и. о.) | Беспартийный | 31 декабря 2020 | 6 августа 2021    |
| Вице-премьер-министры                                                  |                       |              |                 |                   |
| Вице-премьер-министр                                                   | —                     | —            | —               | —                 |
| Вице-премьер-министр по реинтеграции                                   | Ольга Чеботарь        | Беспартийная | 31 декабря 2020 | 6 августа 2021    |
| Министры                                                               |                       |              |                 |                   |
| Министр финансов                                                       | Татьяна Иваничкина    | —            | 31 декабря 2020 | 6 августа 2021    |
| Министр экономики и инфраструктуры                                     | Михаил Лупашку        | —            | 31 декабря 2020 | 6 августа 2021    |
| Министр внутренних дел                                                 | Павел Войку           | ПСРМ         | 31 декабря 2020 | 6 августа 2021    |
| Министр юстиции                                                        | Фадей Нагачевский     | ПСРМ         | 31 декабря 2020 | 6 августа 2021    |
| Министр иностранных дел и европейской интеграции                       | Аурелий Чокой         | Беспартийный | 31 декабря 2020 | 6 августа 2021    |
| Министр обороны                                                        | Виктор Гайчук         | Беспартийный | 31 декабря 2020 | 6 августа 2021    |
| Министр образования, культуры и исследований                           | Лилия Поголша         | Беспартийная | 31 декабря 2020 | 6 августа 2021    |
| Министр здравоохранения, труда и социальной защиты                     | Татьяна Затык         | —            | 31 декабря 2020 | 6 августа 2021    |
| Министр сельского хозяйства, регионального развития и окружающей среды | Ион Пержу             | Беспартийный | 31 декабря 2020 | 6 августа 2021    |
| Члены правительства по должности                                       |                       |              |                 |                   |
| Башкан Гагаузии                                                        | Ирина Влах            | Беспартийная | 31 декабря 2020 | 6 августа 2021    |

### Вновь на дипломатической службе
С 20 декабря 2021 года — чрезвычайный и полномочный посол Республики Молдова в Германии.

## Семья
Женат, имеет одного ребёнка.

## Личная жизнь
В 1980-х годах был спортсменом, мастером спорта СССР и членом юношеской сборной Молдовы по стрельбе. Любит философию, литературу и театр.

## Награды
- Большой крест ордена «За заслуги перед Федеративной Республикой Германия» (ноябрь 2015)